# Nicodemia
Nicodemia es un género con ocho especies de plantas de flores perteneciente a la familia Scrophulariaceae. 

## Especies seleccionadas
- Nicodemia baroniana
- Nicodemia diversifolia
- Nicodemia grandifolia
- Nicodemia hermanniana
- Nicodemia isleana
- Nicodemia madagascariensis
- Nicodemia rondeletiaeflora
- Nicodemia rufescens

- Datos: Q4525942
- Multimedia: Nicodemia / Q4525942